# Іридій-192
Іридій-192 (символ 192Ir) — радіоактивний ізотоп іридію з періодом напіврозпаду 73,827 днів. Він розпадається, випромінюючи бета-частинки та гамма-промені. У 95,24% розпадів 192Ir відбуваються через випромінювання β- та γ-випромінювання, що призводить до утворення 192Pt, у 4,76% - захоплення електрона, внаслідок чого 192Ir, які потім перетворюються на 192Os.. Іридій-192 зазвичай отримують шляхом нейтронної активації металевого іридію. Іридій-192 є дуже сильним випромінювачем гамма-променів з постійною дозою гамма-випромінювання приблизно 1,54 мкЗв·год−1 · МБк 1 на 30 см, та питомою активністю 341 ТБк ·г−1 (9,22 кКи·г−1 ). Під час процесу його розпаду утворюється сім основних енергетичних пакетів, енергія яких коливається від трохи більше 0,2 до приблизно 0,6 МеВ. Його зазвичай використовують як джерело гамма-випромінювання в промисловій радіографії для виявлення дефектів у металевих компонентах. Він також використовується в променевій терапії як джерело випромінювання, зокрема в брахітерапії. Іридій-192 став причиною більшості випадків, відстежених Комісією з ядерного регулювання США, коли радіоактивні матеріали зникали в кількостях, достатніх для створення брудної бомби.
Метастабільний ізомер 192m2Ir є найстабільнішим ізомером іридію. Він розпадається шляхом ізомерного переходу з періодом напіврозпаду 241 років, що робить його незвичайним як через довгий період напіврозпаду для ізомеру, так і через те, що цей період напіврозпаду значно перевищує період напіврозпаду основного стану того ж ізотопу.